# Dani črešanj va Lovrane
Dani črešanj va Lovrane je hrvatska gastronomsko turistička manifestacija na području Lovrana. Glavna odrednica manifestacije su trešnje. Manifestacija se održava od 2001. godine. Održava se u lipnju, u vrijeme berbe trešanja. Organizira ih Turistička zajednica općine Lovran, u suradnji s lovranskim ugostiteljima. U lovranskim kavanama, restoranima i konobama priređuje se brojne zanimljive slastice od trešanja i jela i pića spravljena s trešnjama.